# Leon Wyczółkowski
Leon Wyczółkowski (Wola Miastkowska, 1852. április 24. – Varsó, 1936. december 27.) a Fiatal Lengyelország mozgalom egyik vezető festője, valamint a lengyel realizmus fő képviselője a két világháború közötti időszak művészetében. 1895-től 1911-ig a krakkói Jan Matejko Képzőművészeti Akadémia (ASP), 1934-től a varsói ASP professzora volt. Alapító tagja volt a „Sztuka” Lengyel Művészek Társaságának (Art, 1897).

## Élete

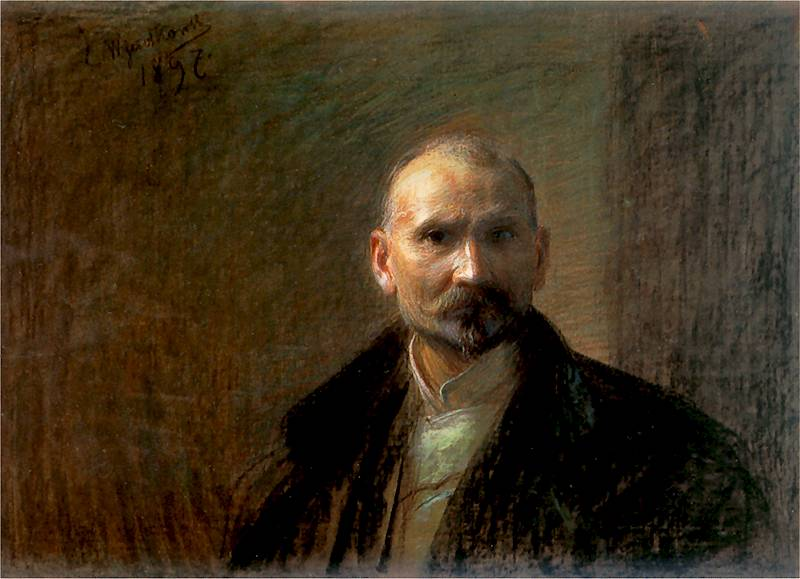
Önarckép a stúdióban (1897)

Wyczółkowski Huta Miastowskában született, Garwolin közelében, a Kongresszusi Lengyelországban. Eleinte a történeti festészet műfajában alkotott, részletesen dokumentarista realizmussal. Párizsi útja után azonban megváltozott a stílusa, és a francia impresszionistákra jellemző megoldások megvalósításába kezdett. Drámai tájképeket, aktokat és pásztorjeleneteket festett impresszionista fényeffektusokkal (pl. Evező halászok). Egy rövid időre a szimbolizmus hatása alá került. Munkásságát formagazdagság és összetett technikai eszközök jellemzik. Feliks Manggha Jasieńskival kötött barátságának köszönhetően érdeklődési köre bővült. Wyczółkowski a virágkompozíciók és csendéletek mestere volt. Krakkó városának szinte teljes művészeti világát ábrázolta. 1936-ban hunyt el Varsóban.

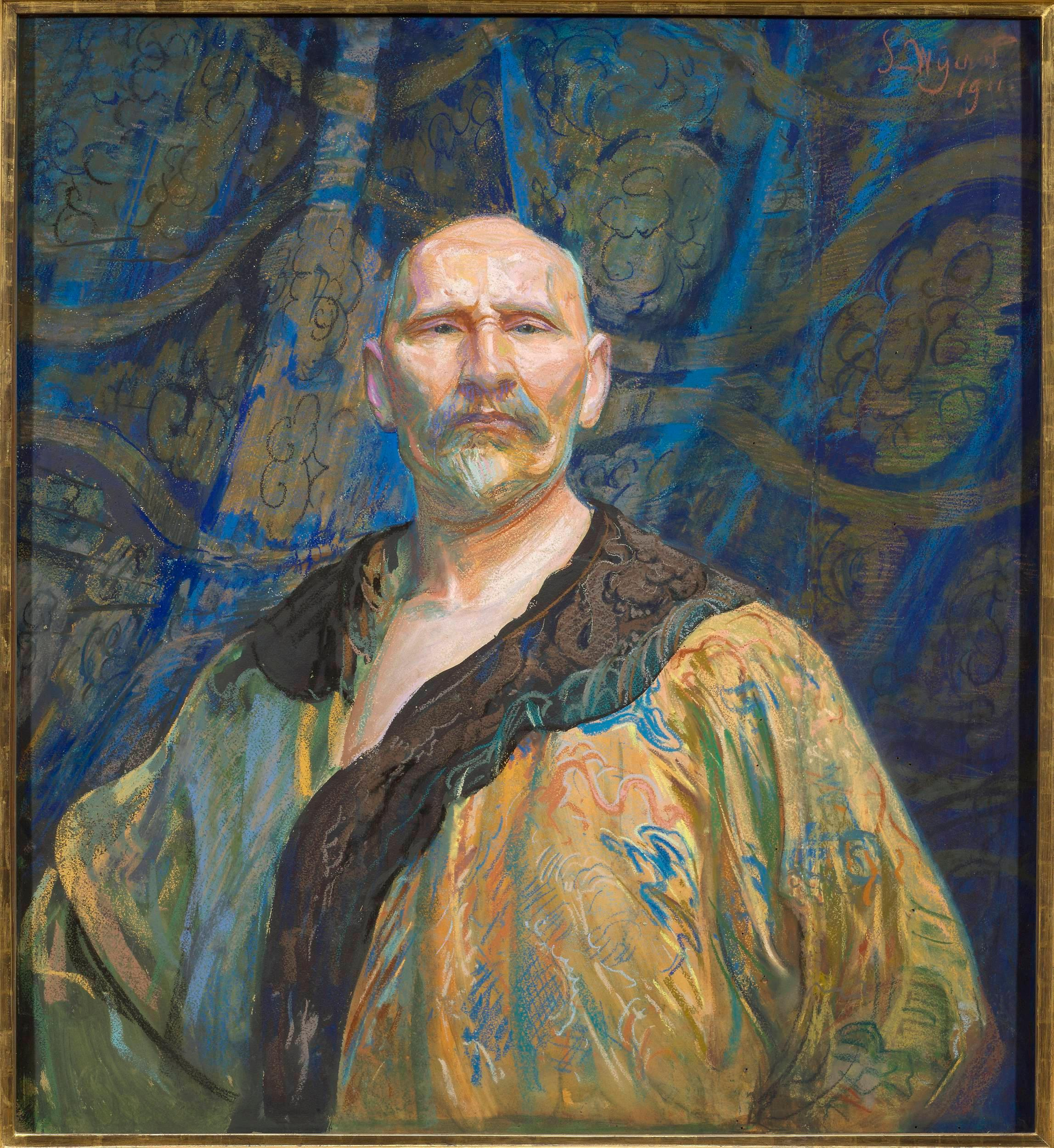
Önarckép kínai kaftánban (1911)

## Művei (válogatás)
- Krisztus feje (1882–1883)

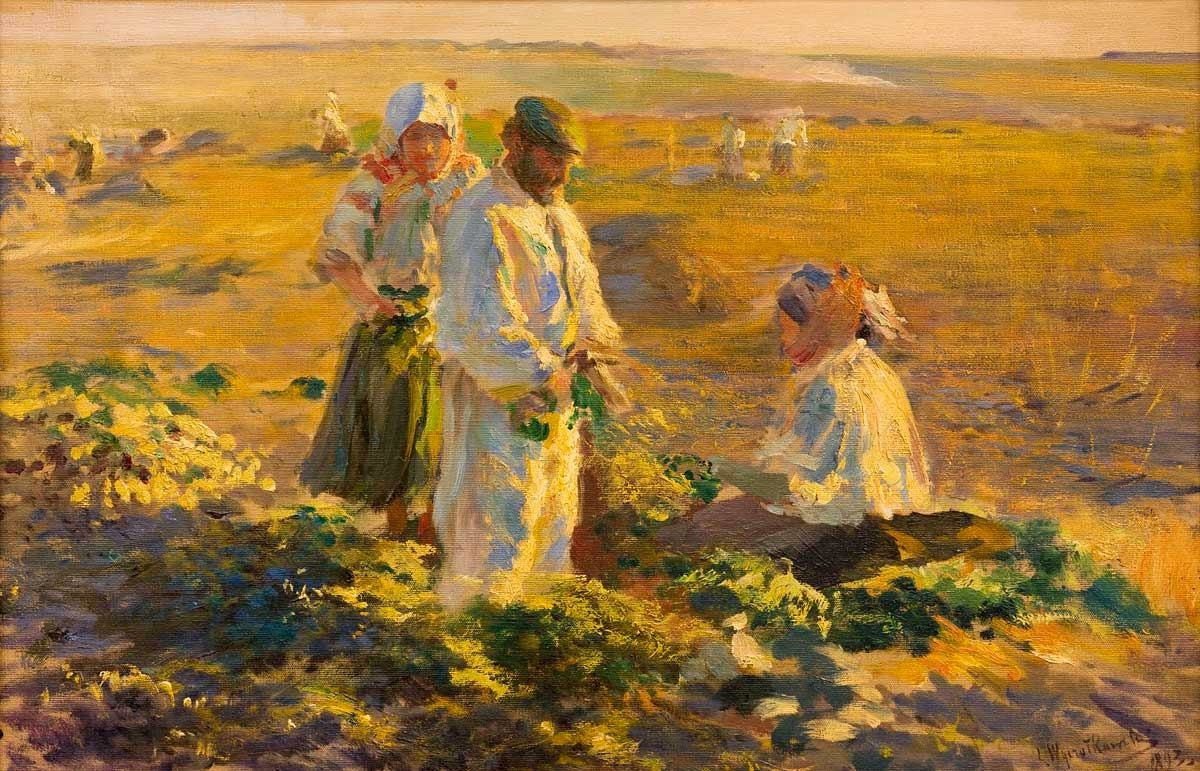
Répaásás (1893)

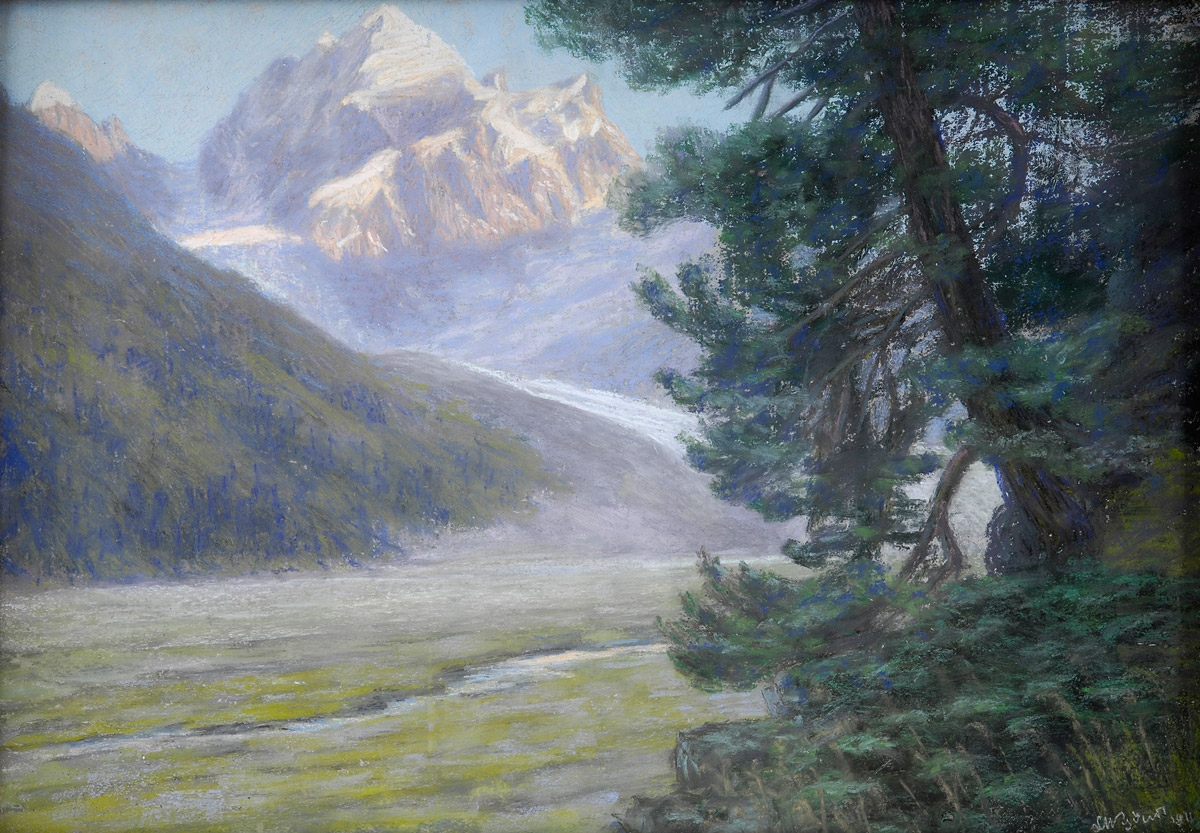
Tátra (1911)

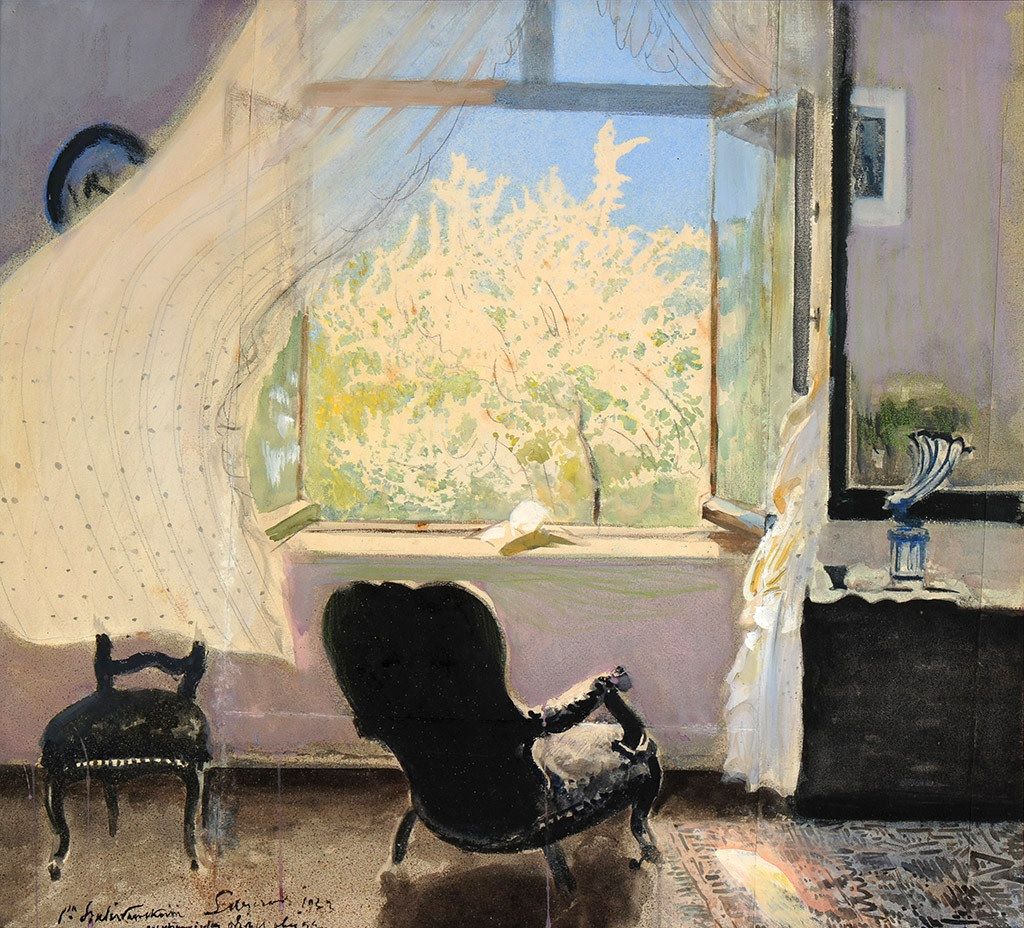
Tavasz - a művész műtermének belső tere (1933)

- Fiatal nő portréja egy festőműteremben (1883)
- Egyszer láttam... (1884)
- Fátyol (1885)
- Vidám fiúk (1891)
- Halász (1891)
- Szántás Ukrajnában (1892)
- Megkövült druida (1892)
- Répaásás (1893)
- Krokett játék (1895)
- Waweli feszület (1896)
- Japán nő (1897)
- Irena Solska portréja (1899)
- Juliusz Kossak portréja (1900)
- Vidéki lány sárga kendőben (1900)
- Józef Sebastian Pelczar püspök portréja (1902)
- Konstanty Laszczka portréja (1902)
- A Wawel-kincstár (1907)
- Egy lovag a virágok között (1907)
- Akt (1908)
- Fehér rózsák (1908)
- Danzig (1909)
- Önarckép kínai kaftánban (1911)
- Tátra (1911)
- Csendélet halakkal (1911)
- Krisztus a kereszten (1915)
- Régi Varsó (1916)
- Tavasz (1933)

## Emlékezete
A második világháború után, születésnapjának az évfordulóján (1946. április 11.) a Bydgoszczi Járási Múzeum felvette a nevét kiemelkedő teljesítménye elismeréseként. Özvegye sok művét és tárgyát adományozta a múzeumnak. A bydgoszczi múzeumban található festményeinek, rajzainak és grafikáinak egyik legnagyobb gyűjteménye Lengyelországban. A gyűjteményt számos dokumentum, gazdag fényképes archívum, személyes emléktárgyak és más eredeti tárgyak egészítik ki Gościeradzi kastélyából. Az új részlegbe rendezett gyűjtemény a festő több mint 700 művéből áll. Legreprezentatívabb impresszionista festményei a krakkói Nemzeti Múzeumban, a varsói Nemzeti Múzeumban és a Bydgoszcz Múzeumban találhatók.

## Képgaléria

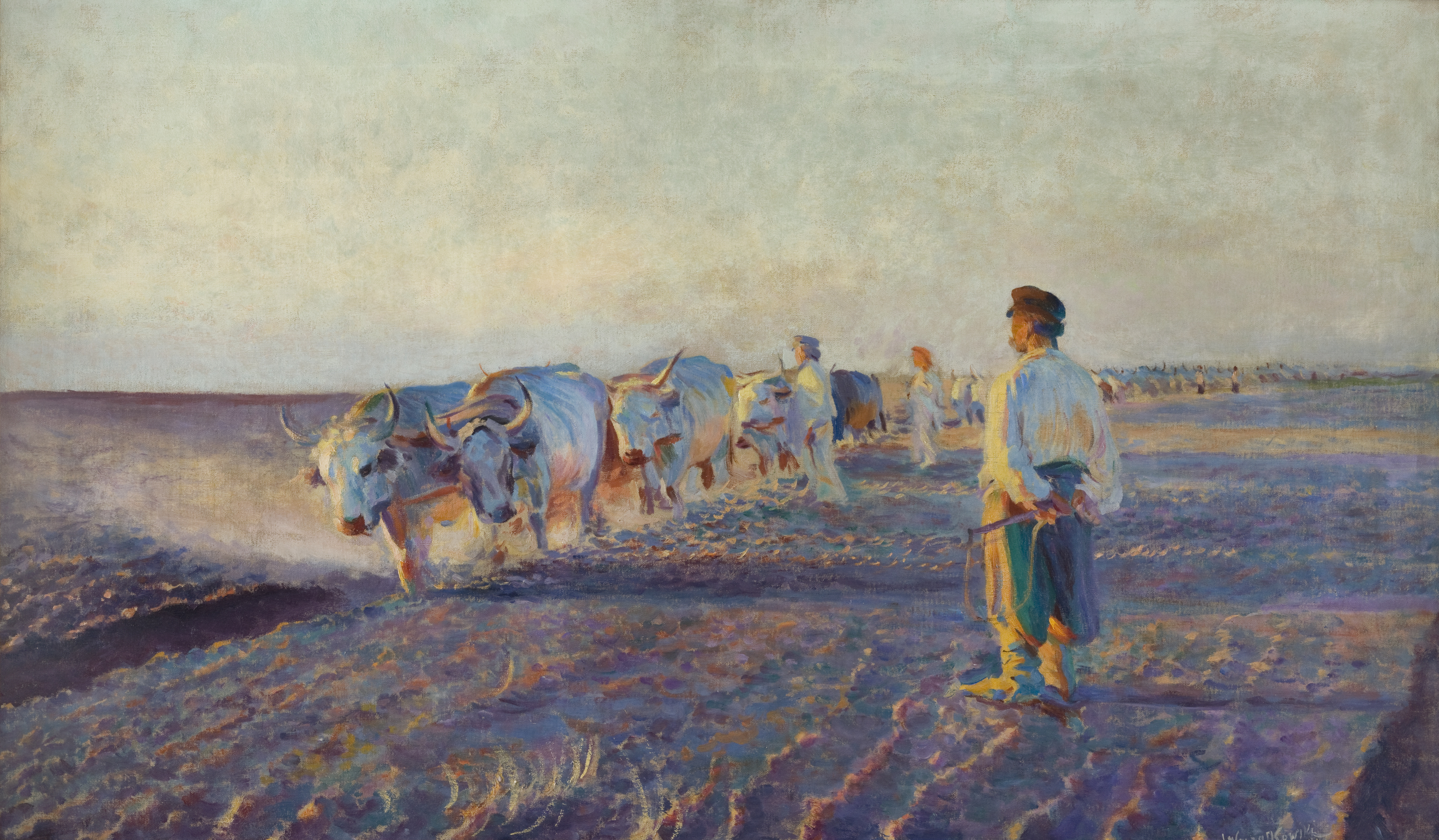
Szántás Ukrajnában (1892)
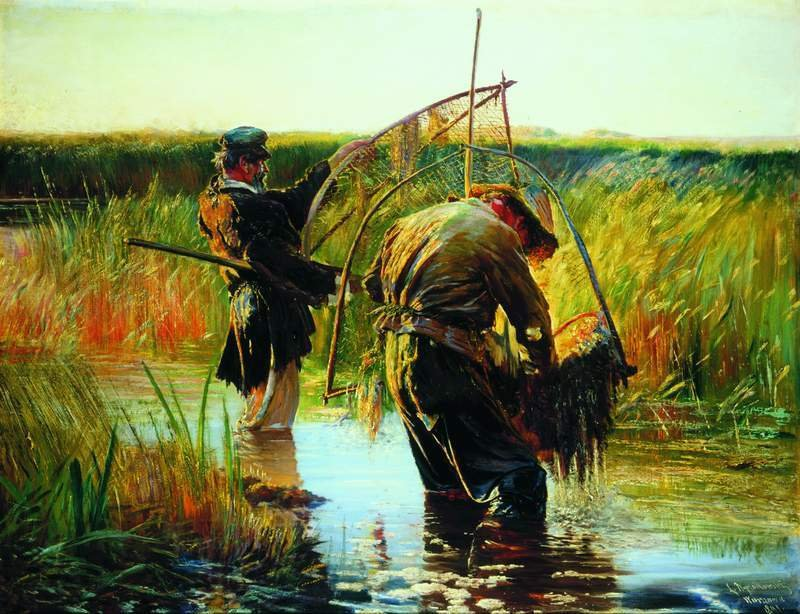
Halászok gázolnak a vízben (1891)
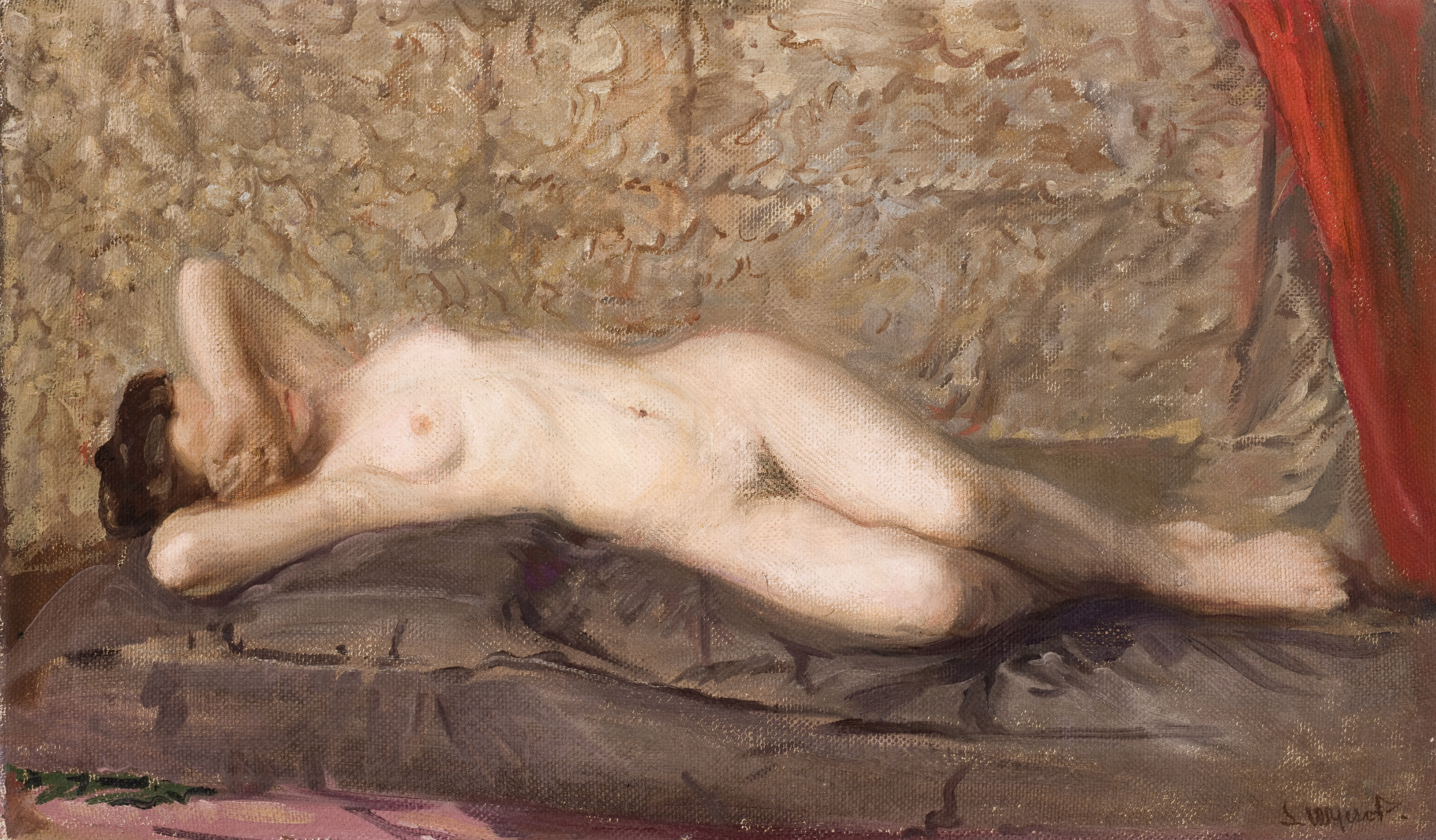
Egy fekvő nő aktja (1908)
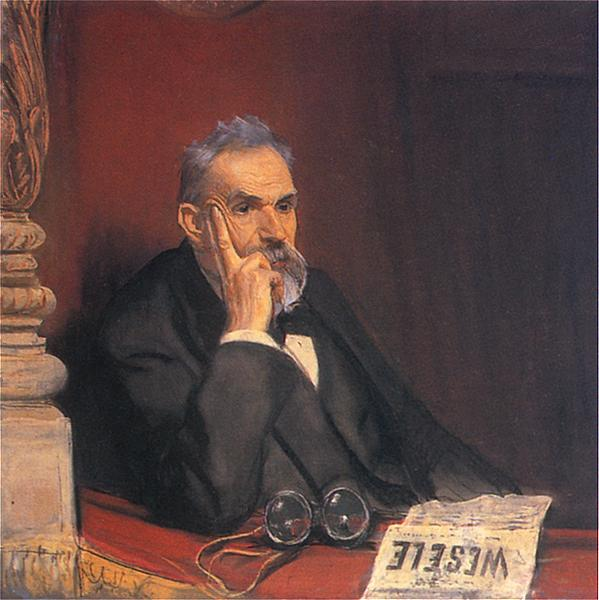
Karol Estreicher portréja (1905)
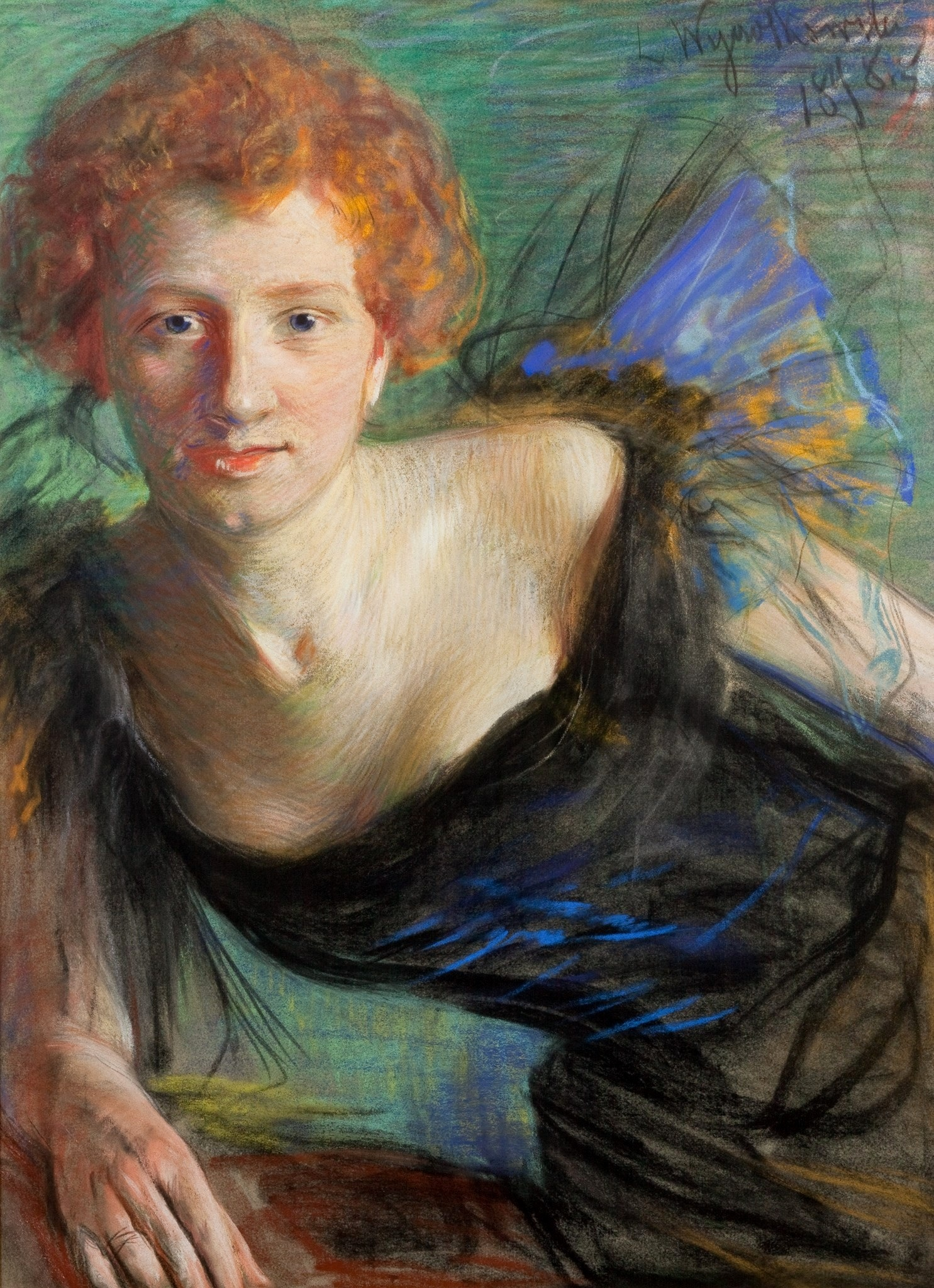
Irena Solska portréja (1899)
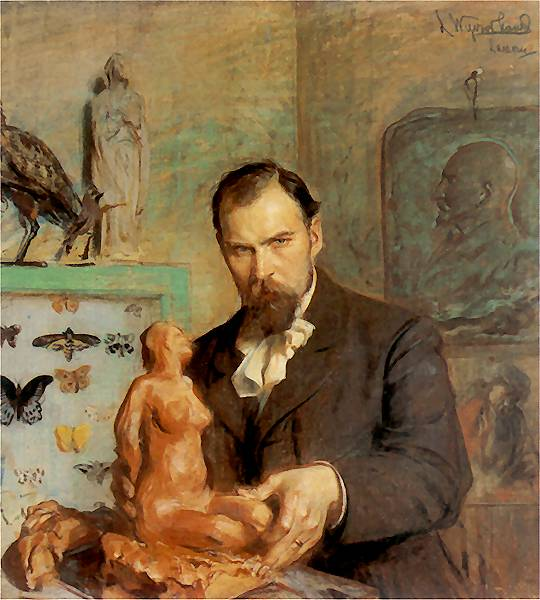
Konstanty Laszczka portréja (1901–1902)
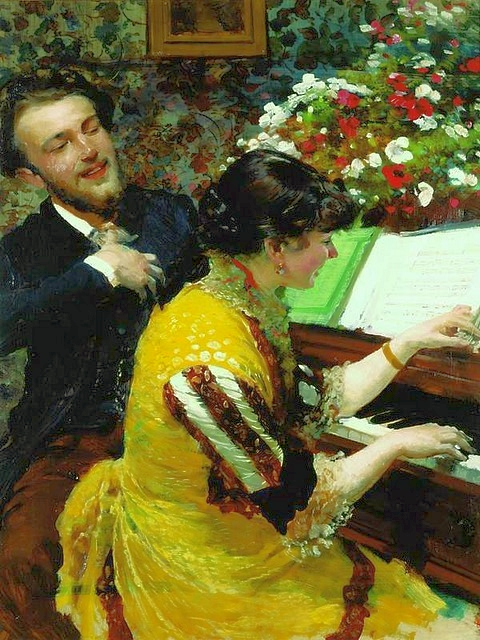
Egyszer láttam – Jelenet a zongoránál (1884)
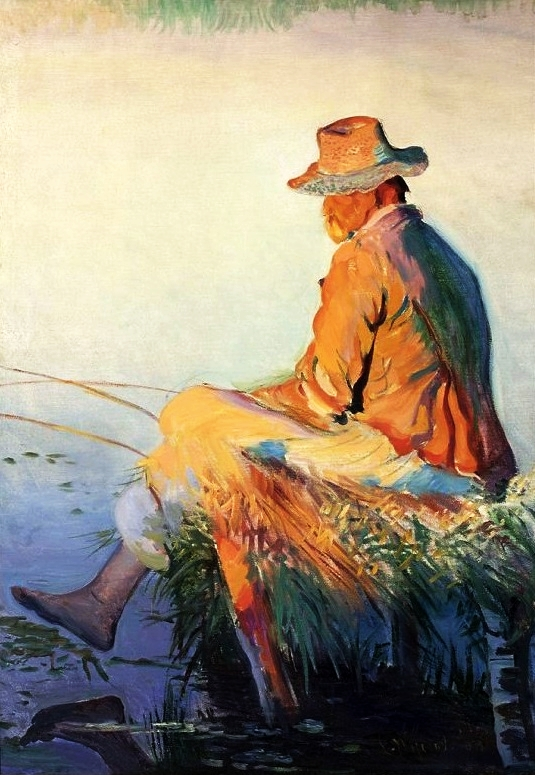
Halász (1911)

## Jegyzetek

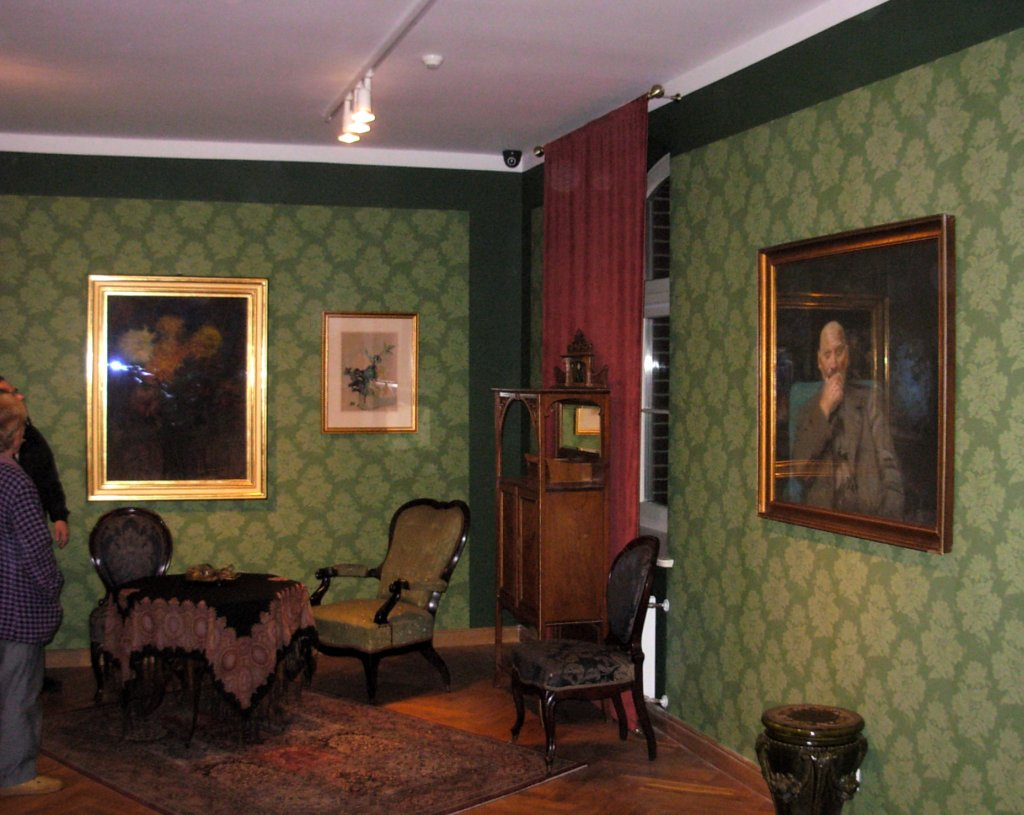
A Wyczółkowski-ház belső tere

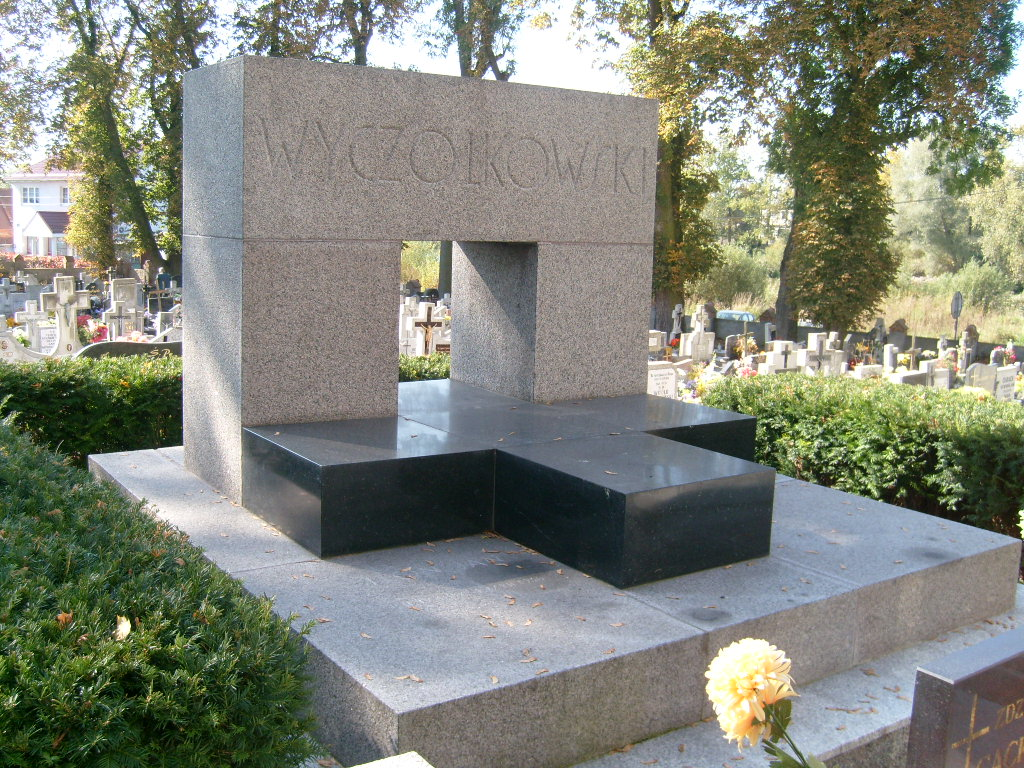
Sírja a wtelnói temetőben

## Fordítás
- Ez a szócikk részben vagy egészben  a   Leon Wyczółkowski című angol Wikipédia-szócikk ezen változatának fordításán alapul.  Az eredeti cikk szerkesztőit annak laptörténete sorolja fel. Ez a jelzés csupán a megfogalmazás eredetét és a szerzői jogokat jelzi, nem szolgál a cikkben szereplő információk forrásmegjelöléseként.